# Brethesiella tatianae
Brethesiella tatianae is een vliesvleugelig insect uit de familie Encyrtidae. De wetenschappelijke naam is voor het eerst geldig gepubliceerd in 2007 door Triapitsyn.